# Fitionești
Fitionești es una comuna ubicada en el distrito de Vrancea, Rumania.

## Superficie
Posee una superficie de 79,45 kilómetros cuadrados.

## Demografía
Hasta 2021 la población era de 2318 habitantes, con una densidad de población de 29,18 habitantes por kilómetro cuadrado.